# Фогель, Сюзанна
Сюзанна Фогель (англ. Susanna Fogel; род. 1980, Провиденс) — американский кинорежиссёр, сценарист и писательница, наиболее известная как соавтор сценария фильма «Образование» 2019 года, а также как режиссёр комедии «Шпион, который меня кинул» 2018 года. Среди её многочисленных наград — премия Гильдии режиссёров Америки и номинации на кинопремии BAFTA, Прайм-таймовую премию «Эмми» и Премию Гильдии сценаристов США.

## Биография
Фогель родилась в Провиденсе, где её родители работали преподавателями в Университете Брауна. Её отец — нейропсихиатр и профессор Гарвардской медицинской школы Барри Фогель, основавший Американскую нейропсихиатрическую ассоциацию, а мать, Маргарет Селкин Фогель, — психолог. Дед, Дэниел Фогель, был личным адвокатом мэра Лос-Анджелеса Тома Брэдли. Её дядя, Джереми Фогель, — бывший окружной судья окружного суда США по Северному округу Калифорнии. Окончила Академию Конкорд в 1998 году.
Летом перед выпускным курсом колледжа она работала у Джеймса Шеймуса, во время съёмок фильма «Халк» Энга Ли. В 2002 году окончила Колумбийский университет. В Колумбийском университете она была сценаристом шоу «Varsity Show» в 2001 году. Среди её однокурсников был телевизионный сценарист и продюсер Лэнг Фишер.
Фогель вместе с Джони Лефковицем написали пьесу «Life Partners», которую они адаптировали в сценарий для фильма; Фогель стала режиссёром. Премьера фильма состоялась на кинофестивале «Трайбека» в 2014 году.
Фогель был одним из создателей и исполнительным продюсером сериала Lionsgate/ABC «Погоня за жизнью», который шёл два сезона.
Фогель совместно с Эмили Халперн, Сарой Хаскинс и Кэти Силберман написала сценарий к фильму «Образование» и первоначально была нанята в качестве режиссёра, но была заменена во время подготовки к съёмкам. Позднее сценарий был номинирован на премию BAFTA за лучший оригинальный сценарий и премию Гильдии писателей Америки за лучший оригинальный сценарий.
Разочарованная своим опытом работы в индустрии, Фогель стала соавтором и режиссёром экшн-комедии «Шпион, который меня кинул». Фильм вышел в 2018 году, в главных ролях снялись Мила Кунис и Кейт Маккиннон, последняя недолго снималась в дебютном фильме Фогель.
Стала режиссёром пилотных эпизодов телесериалов «Дикари» на Amazon и «Бортпроводница» на HBO Max. Также поставила ряд эпизодов «Утопии» Гиллиан Флинн, также для Amazon, и «Amazing Stories» Стивена Спилберга для Apple TV+. Сериал «Бортпроводница» был номинирован на «Золотой глобус» в категории «Лучший телевизионный сериал (мюзикл или комедия)» в 2021 году.
В 2023 году стала режиссёром фильма «Уиннер» о жизни американского разоблачителя Реалити Уиннер, и соавтором сценария и режиссёром экшн-триллера «Наставник» для Sony Pictures.
Фогель сняла фильм «Кошки-мышки», триллер по рассказу Кристен Рупениан, который исследует «адский мир современной романтики и идею о том, что все мы были злодеями в чужих историях и жертвами в других», главные роли в нём исполнили Эмилия Джонс и Николас Браун.
В апреле 2021 года Фогель была удостоена премии DGA в категории «Выдающиеся режиссёрские достижения в комедийном сериале» за работу над «Бортпроводница». В июле 2021 года была номинирована на премию «Эмми» в категории «Лучший режиссёр комедии», также за «Бортпроводницу».
Стала соавтором сценария мультфильма «Семейка Аддамс: Горящий тур».
Фогель — постоянный автор интернет-версии журнала The New Yorker.
Её роман «Nuclear Family: A Tragicomic Novel in Letters», был опубликован в 2017 году.